# Kanton Bonnieux
Kanton Bonnieux is een voormalig kanton van het Franse departement Vaucluse. Kanton Bonnieux maakte deel uit van het arrondissement Apt en telde 4 188 inwoners in 1999. Het werd opgeheven bij decreet van 25 februari 2014, met uitwerking op 22 maart 2015. Alle gemeenten werden toegevoegd aan het kanton Apt.

## Gemeenten
Het kanton Bonnieux omvatte de volgende gemeenten:
- Bonnieux : 1 417 inwoners (hoofdplaats)
- Buoux : 112 inwoners
- Lacoste : 408 inwoners
- Ménerbes : 995 inwoners
- Oppède : 1 226 inwoners
- Sivergues : 30 inwoners